# Мая Березовська
Мая Березовська (пол. Maja Berezowska; 13 квітня 1893 або 1898, Барановичі, Мінська губернія, Російська імперія — 31 травня 1978, Варшава, Польща), відома також під псевдонімом Дітто (пол. Ditto) — польська художниця, графік, карикатурист і сценограф.

## Життєпис
Батько Маї Едмунд Березовський був підполковником Російської імператорської армії, будівельником Транссибірської залізничної магістралі, а пізніше — генералом бригади Війська польського.
Мая навчалася в приватній школі витончених мистецтв у Санкт-Петербурзі, вищу художню освіту здобувала у Кракові, Парижі та Мюнхені. Ще до Другої світової війни вона прославилася своїми еротичними малюнками. Тема високих людських почуттів, краса тіла завжди залишалися постійними мотивами її творчості. Вже на схилі років вона написала:
|                                    | Без любові не було б життя. Для мене немає нічого прекраснішого, ніж людське тіло, і, поки я жива, я буду його малювати. Як можна краще. |
| — Szpilki, № 34 (21 августа), 1977 | |

З 1933 по 1936 роки Мая Березовська проживала в Парижі, де співпрацювала з місцевими щоденними виданнями: «Le Figaro», «Le Rire» і «Ici Paris». У 1935 році в одному з чисел останнього опублікувала серію карикатур про Гітлера «Флірти солодкого Адольфа», на які відразу відреагувало німецьке посольство, змусивши французьку кримінальну поліцію привести її до суду за «образу глави держави». Адвокату вдалося її захистити, і справа закінчилася символічним штрафом. Повернувшись перед війною до Польщі, вона працювала в провінції, але повернулася до Варшави, де в травні 1942 року була заарештована гестапо. За образу Гітлера була засуджена до смертної кари і потрапила в концтабір Равенсбрюк.
Смертний вирок не був виконаний. У концтаборі наскільки це було можливо Мая продовжувала малювати — в основному, портрети своїх подруг по нещастю, щоб вони могли нелегально переслати ці малюнки своїм родинам. У травні 1945 року табір смерті був звільнений радянською Червоною Армією. Березовська з групою своїх співвітчизниць на запрошення Шведського Червоного Хреста виїхала на лікування до Стокгольма.
У червні 1946 року Мая Березовська повернулася до Польщі, де основним її заняттям стало створення візуального оформлення сцени та ескізів костюмів в театрах. Також вона публікувала свої карикатури в газетах і журналах, ілюструвала книги.
У 1977 році Мая Березовська повністю пішла з професійного життя і через рік померла. Похована на цвинтарі Військові Повонзки у Варшаві.